# Cantonul Lagrasse
Cantonul Lagrasse este un canton din arondismentul Carcassonne, departamentul Aude, regiunea Languedoc-Roussillon, Franța.

## Comune
- Arquettes-en-Val
- Caunettes-en-Val
- Fajac-en-Val
- Labastide-en-Val
- Lagrasse (reședință)
- Mayronnes
- Montlaur
- Pradelles-en-Val
- Ribaute
- Rieux-en-Val
- Saint-Martin-des-Puits
- Saint-Pierre-des-Champs
- Serviès-en-Val
- Talairan
- Taurize
- Tournissan
- Villar-en-Val
- Villetritouls